# Ориентир (журнал)
«Ориентир» — российский военно-теоретический и научно-практический журнал Министерства обороны Российской Федерации, издававшийся ежемесячно с июля 1994 по декабрь 2017 года.

## История
В 2014 году было торжественно отмечено 20-летие журнала «Ориентир». К юбилею была выпущена памятная медаль.
В декабре 2017 года вышел последний номер журнала «Ориентир», после чего выпуск издания был приостановлен. 

## Редакция
Главный редактор — полковник М. Е. Болтунов.
Редакционная коллегия: А. И. Ганин, Л. М. Горовой (ответственный секретарь), О. Д. Кобылецкий, С. А. Коломнин, С. П. Сидоров, О. З. Скира (заместитель главного редактора), И. М. Чачух (заместитель главного редактора).

## Содержание
Тематика «Ориентира» была передана в журнал «Армейский сборник» Министерства обороны, куда для дальнейшей работы перешел практически весь состав редакции журнала «Ориентир».
Журнал «Ориентир» предназначен для должностных лиц командного состава и их заместителей по воспитательной работе, военных преподавателей, курсантов и слушателей военных учебных заведений, офицеров органов воспитательной работы и т. д. Среди основных задач журнала выделяют обсуждение повседневных вопросов государственной политики и общественной жизни, а также теории и практики военного строительства, описание примечательных моментов из жизни воинских частей, распространение опыта по методам военно-воспитательной работы и морально-психологического обеспечения войск, повышение методического уровня командного состава, работающего в области общественно-государственной подготовки, освещение юридических вопросов в целях повышения правовой культуры личного состава. На страницах журнала регулярно публикуются представители российского генералитета и высших офицеров центральных учреждений министерства обороны, командный состав различного уровня, работники культуры, военные учёные и др.